# Церковь Рождества Иоанна Предтечи (Лум)
Церковь Рождества Иоанна Предтечи (Предтеченская церковь) — приходской православный храм в селе Лум Яранского района Кировской области. Входит в состав Южного благочиния Яранской епархии Русской православной церкви.
Объект культурного наследия России, памятник архитектуры.

## История
Приход открыт по указу Святейшего синода в 1885 году. Закладка Предтеченской церкви состоялась в 1884 году. Строительство окончено в 1910 году. В 1935 году храм закрыли, колокола сдали на металлолом, в здании устроили зернохранилище.
В 2011 году началась реставрация, и в 2014 году церковь полностью отреставрирована. В восстановлении приняли участие жители села. Основные финансовые затраты взяла на себя семья Стариковых. Храм освящён 28 декабря 2014 года епископом Яранским и Лузским Паисием в честь Рождества Иоанна Предтечи.

## Архитектура
Церковь никогда не была расписана внутри, но в ее архитектуре использован очень редкий — византийский приём световой галереи. Авторство проекта предположительно принадлежит Ивану Чарушину.